# Jiří Litochleb
RNDr. Jiří Litochleb, (29. září 1948, Praha – 26. února 2014, Příbram) byl český ložiskový geolog a mineralog, jehož odborný zájem se zaměřoval na výzkum zlata, stříbra a uranu.

## Životopis

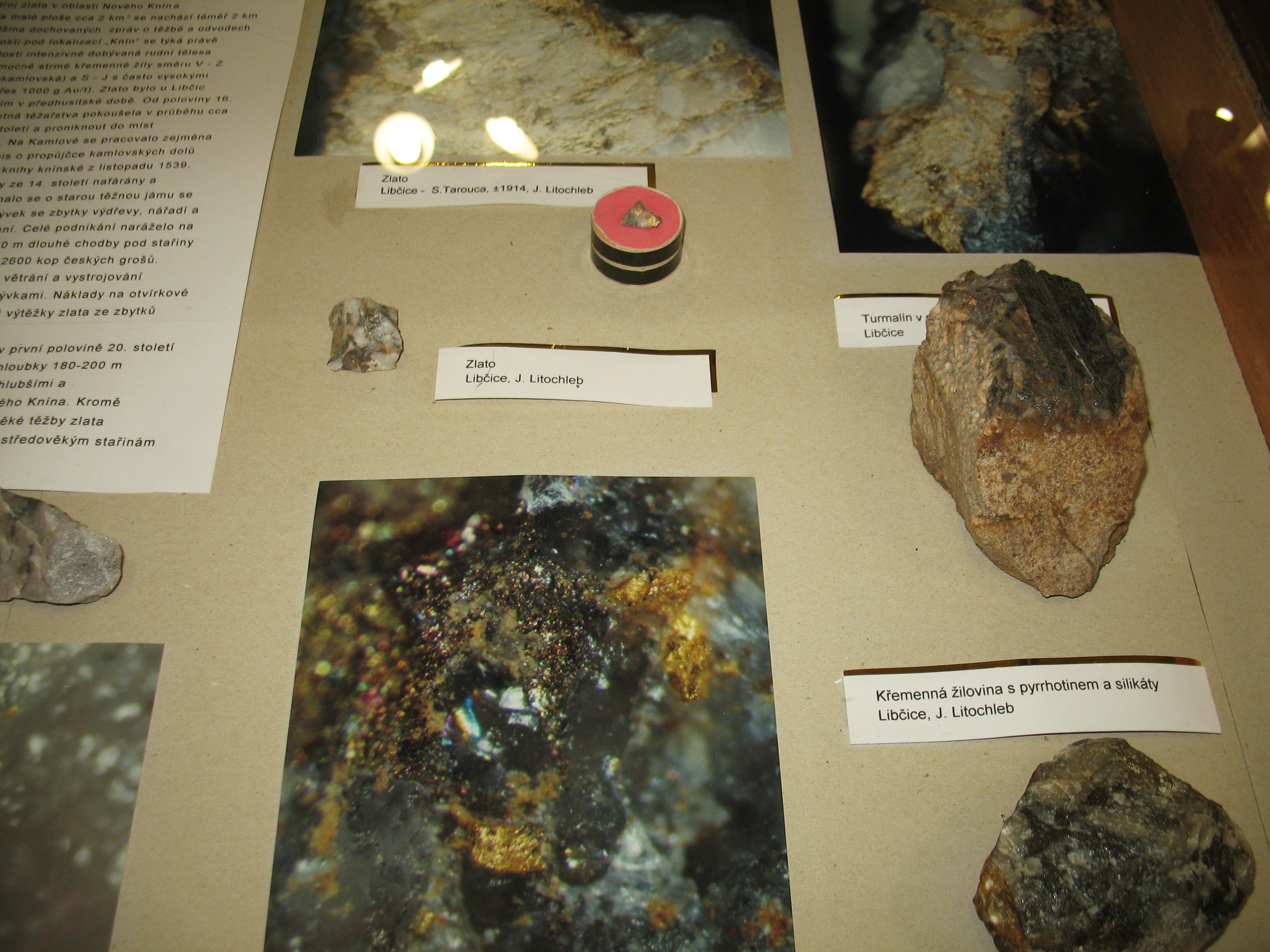
Vzorky zlata a dalších minerálů, které věnoval Jiří Litochleb Muzeu zlata v Novém Kníně

Jeho matka pocházela z Ukrajiny od Kyjeva a otec byl od Čáslavi. Již jako student gymnázia pracoval ve Speleoklubu Praha a v geologickém kroužku při muzeu v Jílovém u Prahy. Během prázdninových brigád spolupracoval s Dr. Petrem Morávkem jako vzorkař a mapér u Rudných dolů (RD) v Jílovém. Tuto zkušenost a praxi později v životě bohatě využil.
V letech 1966-1971 studoval ložiskovou geologii a rudní mineralogii na Přírodovědecké fakultě Univerzity Karlovy. Během vysokoškolských studií pracoval jako demonstrátor na katedře ložiskové geologie a podílel se na řešení fakultních výzkumných úkolů. Studium zakončil státní zkouškou a obhajobou diplomové práce na téma: Magnetitové ložisko Hraničná ve Slezsku.
Na náborové stipendium od Československého uranového průzkumu (ČSUP) nastoupil v roce 1971 do Geologického průzkumu Příbram, kde pracoval jako samostatný geolog a později jako vedoucí geolog vyhledávacího průzkumu pro oblast jižních i západních Čech. O tři roky později v roce 1974 obhájil doktorskou práci na téma: Magnetitové a sulfidické zrudnění na ložisku Hraničná ve Slezsku. V roce 1971 se oženil s Mgr. Evou Litochlebovou, která pracovala v letech 1980 – 2011 jako kurátorka/geoložka v Hornickém muzeu v Příbrami.[zdroj?] V roce 1977 se jim narodila dvojčata, Martin a Petra.
Ze zdravotních důvodů nastoupil Jiří Litochleb v roce 1977 do Národního muzea v Praze k  dr. Jaroslavu Švenkovi jako odborný pracovník Mineralogicko-petrologického oddělení, kde se kromě odborné muzejní činnosti podílel na činnosti celé řady sekcí několika muzeí v České republice.
V roce 1979 se znovu vrátil do Příbrami na Uranový průzkum, kde postupně pracoval v různých vedoucích funkcích geologického provozu. Přes náročnost profese se věnoval specializovanému geologickému výzkumu, publikační, recenzní a oponentní činnosti, aktivně se zúčastňoval akcí sympozia Hornická Příbram ve vědě a technice a České geologické společnosti. Spolupracoval s Národním muzeem, Národním technickým muzeem a řadou regionálních muzeí, zejména v Příbrami, Jílovém u Prahy, Českých Budějovicích, a řadou výzkumných a průzkumných organizací v rámci celé republiky.
V letech 1989 – 1991 absolvoval postgraduální kurz v Ústavu aplikované ekologie a ekotechniky se zaměřením geologie – ekologie. Po 13 letech práce a reorganizaci v rámci Československého uranového průzkumu (ČSUP) se v lednu roku 1992 znovu vrátil do Národního muzea v Praze, kde postupně pracoval jako vedoucí Mineralogicko-petrologického oddělení a od roku 2001 až do konce roku 2013 působil ve funkci ředitele Přírodovědeckého muzea.
Od roku 2001 do 31.1.2014 působil jako ředitel Přírodovědeckého muzea Národního muzea.
Jiří Litochleb pracoval v Národním muzeu až do své smrti. Zemřel náhle dne 26. února 2014 v době, kdy se po těžké nemoci vrátil na Mineralogicko-petrologického oddělení NM jako řadový zaměstnanec.

## Dílo
Je autorem či spoluautorem téměř 400 odborných prací, desítek nepublikovaných zpráv v archivech ČSUP, aktivně se podílel na tvorbě několika knih týkajících se problematiky výskytu a geneze zlata (Zlato v Českém masivu (1992), Jílovské zlaté doly (2002), Zlato na Novoknínsku (2003)). K jeho dalším aktivitám patřily četné přednášky a nedělní mineralogické určovací besedy v Národním muzeu, práce v příbramské pobočce České geologické služby(ČGS), byl také u zrodu a založení nového periodika Bulletinu mineralogicko-petrologického oddělení NM v Praze, který vychází nepřetržitě již od roku 1993.

## Minerál litochlebit
Na počest Jiřího Litochleba byl v roce 2011 z lokality Zálesí u Javorníka pojmenován nový minerál litochlebit (Ag2PbBi4Se8).